# أليخاندرا غارسيا (ممثلة)
أليخاندرا غارسيا (بالإسبانية: Ale García)‏ هي عارضة ودي جيه ومغنية ومذيعة وممثلة مكسيكية، ولدت في 26 مايو 1991 في ولاية غواناخواتو في المكسيك.

## وصلات خارجية
- أليخاندرا غارسيا على موقع IMDb (الإنجليزية)
- أليخاندرا غارسيا على موقع كينوبويسك (الروسية)